# Ernst Lößnitzer
Ernst Lößnitzer (* 11. März 1852 in Dresden; † 8. Juli 1928 in Dresden) war ein deutscher Koch und Begründer einer geordneten Berufsausbildung für Köche.

## Leben
Ernst Lößnitzer absolvierte in Dresden eine Ausbildung zum Koch und Küchenmeister. Ab 1900 wirkte er als Lehrer an der höheren Hotelfachschule in Buchholz – Friedewald bei Dresden.
Dies war die erste Fachschule für Gastwirtschaftswesen und wurde vom Dresdner Gastwirtsverein im Jahre 1876 gegründet. Sie wurde Vorbild für das spätere gastgewerbliche Fachschulwesen in Deutschland.
Lößnitzer gründete die Dresdner Köcheinnung mit, die ihn 1906 zum Obermeister und später zum Ehrenobermeister ernannte.
Als Hauptorganisator der 2. Deutsche Kochkunstausstellung im Jahre 1909 trug er dazu bei, dass diese ein großer Erfolg wurde.
Sein großes Fachwissen auf dem Gebiet der Gastronomie machte er dem Berufsnachwuchs durch zahlreiche Fachbücher zugänglich.
Das „Verdeutschungswörterbuch“ trug dazu bei, dass es zu einer besseren Rechtschreibung der Speisekarten und Menüs in den Gaststätten kam.

## Leistungen
- 1905 Mitbegründer der Fachschule der Köche-Innung
- Hauptorganisator der Kochkunstausstellung 1909 in Dresden

## Schriften
- Handbuch der Küchenwissenschaft. Küchen- und Speisen-Praxis für Fachlehrer, Prüfungsmeister und Prüflinge der gastgewerblichen Fachschulen, zur beruflichen Weiterbildung der Küchenmeister, Köche, Kochlehrlinge, Serviermeister, Kellner und Kellnerlehrlinge. 2. Auflage, Kirchner, Berlin 1939.
- Lehrbuch der Küchenwissenschaft und Nahrungsmittelkunde. W. Krieg, Leipzig 1925.
- Großes deutsches Kochbuch der feinen und guten bürgerlichen Küche. 3. vermehrte und verbesserte Auflage, Killinger, Leipzig 1920.
- Deutsche Speisekarte. Verdeutschung der in der Küche und im Gasthofswesen gebräuchlichen entbehrlichen Fremdwörter. (=  Verdeutschungsbücher des Allgemeinen Deutschen Sprachvereins, Band 1.) 4. Auflage (bearbeitet von Hermann Dunger), Verlag F. Berggold, 1900.
- Verdeutschungswörterbuch für Speisekarte und Küche. 1911.